# Ludweis-Aigen
Ludweis-Aigen est une commune autrichienne du district de Waidhofen an der Thaya en Basse-Autriche.